# Jørn
Jørn er et drengenavn afledt af Jørgen.

## Kendte personer med navnet
- Jens Jørn Bertelsen, dansk fodboldspiller.
- Jørn Dohrmann, dansk politiker.
- Jørn Grauengaard, dansk guitarist.
- Jørn Hjorting, dansk radiovært og foredragsholder.
- Jørn Jespersen, dansk politiker.
- Jørn Jeppesen, dansk skuespiller.
- Jørn Larsen, dansk maler og billedehugger.
- Jørn Lund, dansk sprogforsker.
- Jørn Riel, dansk forfatter.
- Jørn Utzon, dansk arkitekt.

Se sider der begynder med Jørn for flere eksempler.